# Омлоп ван Борселе U19
Омлоп ван Борселе U19 (нидерл. Omloop van Borsele U19) — шоссейная однодневная, а позднее многодневная велогонка, проходящая по территории Нидерландов с 2002 года.

## История
Гонка была создана в 2002 году одновременно со своей элитной версией и изначально проводилась как однодневная в рамках национального календаря. 
В 2008 году стала многодневной. А в 2017 году вошла в календарь Кубка наций среди юниорок UCI.
В 2020 и 2021 году гонка была отменена из-за пандемии COVID-19.
Маршрут гонки проходит на полуострове Зёйд-Бевеланд в общине Борселе провинции Зеландия. Старт и финиш всех этапов находятся в небольшом городке 'с-Херенхук. С 2008 года, когда гонка стала многодневной, он стал состоять из четырёх этапов — индивидуальной гонки протяжённостью от 11 до 14 км и трёх групповых этапов (два по 40 км и один на 72 км). С 2012 года количество групповых этапов сократилось до двух протяжённостью 72 км каждый. Профиль трассы всех этапов абсолютный плоский с несколькими неприятными поворотами и со свирепым ветром Северного моря. Общая протяжённость дистанции гонки составляет чуть больше 150 км.

## Призёры
| Год  | Победитель            | Второй                | Третий              |          |
| ---- | --------------------- | --------------------- | ------------------- | -------- |
| 2002 | Сюзанна де Гуде       |                       |                     |          |
| 2003 | Моник Ротменсен       | Марие Профейт         | Лус Маркеринк       |          |
| 2004 | Ивонн Лезер           | Моник Ротменсен       | Роксана Кнетеманн   |          |
| 2005 | Сьюзен Саймонс        | Моник ван дер Рее     | Роксана Кнетеманн   |          |
| 2006 | Энн Эверсдейк         | Хантал Блак           | Моник ван дер Рее   |          |
| 2007 | Элиза ван Хаге        | Эстер Ломмерс         | Лисанн Оттема       |          |
| 2008 | Катажина Сосна        | Мария Грандт Петерсен | Эми Питерс          |          |
| 2009 | Мария Грандт Петерсен | Од Бьянник            | Эми Питерс          |          |
| 2010 | Лора Тротт            | Марлен Винтгенс       | Полин Ферран-Прево  |          |
| 2011 | Ханна Барнс           | Кристина Сиггорд      | Лиза Фишер          |          |
| 2012 | Элинор Баркер         | Ники Зейлард          | Аслинн ван Барле    |          |
| 2013 | Ники Зейлард          | Лотте Копеки          | Анук Риджфф         |          |
| 2014 | Грейс Гарнер          | Жанна Кореваар        | Ханелла Стоугье     |          |
| 2015 | Пернилле Матисен      | Флёр Нагенгаст        | Афке Сут            |          |
| 2016 | Джессика Робертс      | Жюльетт Лабу          | Карлейн Свинкелс    |          |
| 2017 | Эмбер ван дер Хюлст   | Пфейффер Джорджи      | Энн Де Рютер        |          |
| 2018 | Бритт Кнавен          | Пфейффер Джорджи      | Ханна Людвиг        |          |
| 2019 | Элинор Бяcкстедт      | Фемке Герритсе        | Мауд Рейнбек        |          |
| 2020 | отменено              | отменено              | отменено            | отменено |
| 2021 | отменено              | отменено              | отменено            | отменено |
| 2022 | Зои Бяcкстедт         | Изабель Шарп          | Анна ван дер Мейден |          |
| 2023 | Изабель Шарп          | Федерика Вентурелли   | Кэт Фергюсон        |          |